# John Lundstram
John David Lundstram (Liverpool, 18 februari 1994) is een Engels voetballer die doorgaans als middenvelder speelt. Hij verruilde Rangers in 2024 voor Trabzonspor.

## Clubcarrière
Lundstram werd op achtjarige leeftijd opgenomen in de jeugdopleiding van Everton. Dat verhuurde hem in februari 2013 aan Doncaster Rovers, op dat moment actief in de League One. Hiervoor maakte hij op 23 februari 2013 zijn profdebuut, tegen Yeovil Town. Everton verhuurde Lundstram in totaal zes keer aan clubs uit de Championship en League One voor hij augustus 2015 transfervrij vertrok naar Oxford United. Daarmee vervolgde hij zijn carrière in de League Two.
Lundstram promoveerde na één jaar met Oxford United naar de League One en bleef ook hierin het hele jaar basisspeler. Hij tekende in juli 2017 bij Sheffield United. Hiermee promoveerde hij in het seizoen 2018/19 via een tweede plaats in de Championship rechtstreeks naar de Premier League. Hij speelde op 10 augustus 2019 zijn eerste wedstrijd op het hoogste niveau, uit tegen AFC Bournemouth (1–1).

## Interlandcarrière
Lundstram kwam uit voor diverse Engelse jeugdelftallen. Hij scoorde twee keer in tien interlands voor Engeland –19. Hij was actief op het WK –17 in 2011 in Mexico. Op het EK –19 in 2012 maakte hij een doelpunt in de groepsfase tegen Frankrijk –19. Op 13 november 2012 maakte hij het enige doelpunt in een vriendschappelijke wedstrijd tegen Finland –19.
1 Pandur ·
2 Coyle  ·
3 Giles ·
4 Hughes ·
5 Jones ·
6 McLoughlin ·
7 Millar ·
8 Mehlem ·
9 Bedia ·
11 Sinik ·
12 Pedro ·
14 Vaughan ·
16 Longman ·
17 Burns ·
18 Simons ·
19 Alzate ·
20 Puerta ·
22 Rushworth ·
23 Drameh ·
25 Zambrano ·
26 Smith ·
27 Slater ·
29 Jacob ·
31 Racioppi ·
32 Lo-Tutala ·
33 Belloumi ·
34 Cartwright ·
36 Jarvis ·
40 Foster ·
41 Sellars-Fleming ·
43 Ashbee ·
44 Kamara ·
45 Palmer ·
47 Tinsdale ·
48 Burstow ·
Coach: Walter